# Toronto (Iowa)
Toronto é uma cidade localizada no estado americano de Iowa, no Condado de Clinton.

## Demografia
Segundo o censo americano de 2000, a sua população era de 134 habitantes.
Em 2006, foi estimada uma população de 133, um decréscimo de 1 (-0.7%).

## Geografia
De acordo com o United States Census Bureau tem uma área de 0,5 km², dos quais 0,5 km² cobertos por terra e 0,0 km² cobertos por água.

## Localidades na vizinhança
O diagrama seguinte representa as localidades num raio de 12 km ao redor de Toronto.